# كلوسترنوبرغ

كلوسترنوبرغ هي بلدة تقع في ولاية النمسا السفلى في النمسا.يبلغ عدد سكانها 27،500.